# Довгалівка (Великобагачанська селищна громада)
Довга́лівка — село Миргородського району Полтавської області. Населення станом на 2001 рік становило 496 осіб. Входить до Великобагачанської селищної об'єднаної територіальної громади з адміністративним центром у смт Велика Багачка.

## Географія
Село Довгалівка розміщене на правому березі річки Псел, вище за течією на відстані 1 км розташоване село Гарнокут, нижче за течією примикає село Шепелі, на протилежному березі — село Байрак. Біля села розташовано кілька озер, у тому числі озеро Чорне та озеро Коноплянка. Поруч проходить автомобільна дорога Т 1719.
Віддаль до центру громади — 7 км. Найближча залізнична станція Гоголеве — за 26 км.

## Історія
Село Довгалівка виникло в другій половині XIX ст. як хутір Багачанської волості Миргородського повіту Полтавської губернії.
За переписом 1900 року хутір Довгалівка Багачанської волості Миргородського повіту Полтавської губернії разом з іншими хуторами (Бондарів, Підгорщина, Гавронський, Деркачів) належав до Довгалівської козацької громади. Громада налічувала 132 двори, 839 жителів.
2 березня 1902 року членові земської управи Христенкові було виділено на побудову Довгалівського училища аванс у розмірі 837 рублів. У 1903 році заклад, будівництво якого фінансували земство й громада, розпочав свою діяльність. Попечителем  училища була громадська діячка, графиня Єлизавета Василівна Капніст (1844 — ?), до шлюбу Магденко, яка стала дружиною великого землевласника графа Іполита Капніста і деякий час проживала в маєтку чоловіка в Довгалівці, а згодом, переїхавши із сім'єю до Одеси, часто бувала у мальовничому селі над Пслом, допомагала селянам матеріально. У 1906 році графиня пожертвувала 10 рублів на придбання навчальних посібників для найбідніших учнів школи.
У 1903 році в селі заснували бібліотеку, у фонді якої спочатку було 300 книг, читали їх переважно учні: із 100 читачів 83 були молодшими сімнадцяти років.
Відомо, що в 1906 році Довгалівський навчальний заклад Багачанської волості відвідували член училищної ради П. І. Лясковський–Тендетніков та член земської управи Христенко. На той час у селі вже було одне житло (квартира) для вчителя. Школою завідувала викладач Закону Божого, випускниця єпархіального училища Олена Кирилівна Маркова та учитель Марія Дементівна Кузнецевич, яка освіту здобула в прогімназії.
Станом на 1 січня 1907 року в сільській школі навчалося 53 хлопчики (за походженням селян — 3, козаків — 50) та 12 дівчаток, усі православні. Основними предметами вважалися арифметика, письмо, читання, церковний спів.
У 1912 році в хуторі було 275 жителів, діяла земська школа.
У січні 1918 року в селі розпочалась радянська окупація
Станом на 1 лютого 1925 року Довгалівка була центром Довгалівської сільської ради Великобагачанського району Лубенської округи.
У період відбудови народного господарства після громадянської війни одним з найважливіших завдань була ліквідація неписьменності. У 1927 році серед жителів Великобагачанського району віком від 11 до 36 років було 4188 неписьменних. Тому райвиконком на своєму засіданні розглянув питання про роботу лікнепів і поставив завдання про їх збільшення. Відзначалась краща робота Великобагачанського, Якимівського і Довгалівського лікнепів. Лікнеп у селі Довгалівка розміщувався у порожніх хатах. Була азбука, папір, олівці. Лікнеп відвідували переважно жінки.
У 1932–1933 роках внаслідок Голодомору, проведеного радянським урядом, у селі загинуло 128 мешканців.
З 14 вересня 1941 по 22 вересня 1943 року Довгалівка була окупована німецькими військами.
Сільська школа, збудована на початку ХХ століття, продовжувала працювати, лиш тимчасово зупиняючи навчальний процес у найтрагічніші часи: у голодні 1932–1933 роки та в час фашистської окупації.
Після вигнання німців у вересні 1943 року перед місцевим керівництвом постало питання організації навчання дітей. Вороги, відступаючи, спалили майже все село, лиш де-не-де залишилися вцілілі хати. Тож шкільні приміщення зробили з осель Оксани Михайлівни Коблик, Марії Андріївни Кропивки, Анастасії Наумівни Яремко. Не було паперу, ручок, підручників, не вистачало вчителів, за парти в класах сідали діти різного віку. Згодом було відбудоване старе приміщення школи. Після закінчення Німецько-радянської війни належним чином налагодився навчальний процес. У 1950–1960-х роках  середня наповнюваність класів сягала 20 учнів, при школі була кролеферма, один гектар землі для ділянок, на яких працювали учні разом із учителями.
У 1957 році в селі було встановлено пам'ятники воїнам-односельцям, які полягли на фронтах Німецько-радянської війни, та на братській могилі радянських воїнів і партизанів, загиблих 1943 року.
1 вересня 1968 року юні довгалівчани переступили поріг нової школи-восьмирічки.
У 1985 році в селі було встановлено пам'ятник на могилі воїна І. М. Новікова.
Село входило до Великобагачанської селищної ради Великобагачанського району.
12 жовтня 2016 року шляхом об'єднання Великобагачанської селищної ради та Багачанської Першої, Радивонівської, Степанівської, Якимівської сільських рад Великобагачанського району була утворена Великобагачанська селищна об'єднана територіальна громада з адміністративним центром у смт Велика Багачка.
Нині в Довгалівській школі навчається більше тридцяти дітей.

## Відомі люди
В Довгалівській школі навчався Костенко Володимир Семенович (1937—1990) — український кінорежисер, сценарист.

### Народились
- Скляров Яків Павлович (1901—1992) — український і радянський фізіолог

## Економіка
- Молочно-товарна ферма
- СФГ «Дім»
- ФГ «Довгалівка—Агро»
- ФГ «Агролан»

## Об'єкти соціальної сфери
- Довгалівська загальноосвітня школа І-ІІ ступенів

## Пам'ятки історії
- Пам'ятник В. І. Чапаєву
- Пам'ятник воїнам-односельцям, які полягли на фронтах Німецько-радянської війни
- Пам'ятник на братській могилі радянських воїнів і партизанів, загиблих 1943 року
- Могила воїна І. М. Новікова
- На північній околиці села є поселення доби бронзи